# Jeanne Labourbe
Jeanne Labourbe (Lapalisse, 8 aprile 1877 – Odessa, 2 marzo 1919) è stata una rivoluzionaria francese operante in Russia, Ucraina e Polonia dal 1903 al 1919.

## Biografia
Agli inizi del 900 fu governante ed istitutrice presso una famiglia in Polonia, qui conobbe esponenti del movimento socialdemocratico russo, allora fuorilegge, ed aderì ad esso svolgendo mansioni come la staffetta. In seguito venne scoperta ed espulsa dalla Polonia nel 1905; continuò la sua opera rivoluzionaria in Russia.
Il 1º marzo 1919 venne arrestata ad Odessa, dove era stata inviata dal comitato centrale col compito di divulgare tra i soldati occupanti (in particolare alle truppe francesi) il pensiero comunista nell'ottica della fraternizzazione tra combattenti. Fu tratta in arresto da cinque ufficiali dell'armata bianca insieme ai tre figli, all'anziana padrona di casa Leifmann, e ad alcuni uomini tra cui un serbo di nome Radkov e, pare, due soldati francesi. Furono interrogati, torturati, e fucilati la notte stessa, pare peraltro che le donne siano state sottoposte a violenza carnale. Radkov riuscì a salvarsi fuggendo dal luogo dell'esecuzione ed in seguito rilasciò deposizione scritta degli eventi.
L'annuncio del ritrovamento degli 11 cadaveri (10 nella versione ufficiale) fu dato il giorno 2 Marzo dal giornale del luogo, "La nouvells d'Odessa", e fu attribuito ad un'azione di banditismo.
In Francia la notizia della morte della Labourbe suscitò un'interrogazione parlamentare a cui il capo del gabinetto civile rispose come segue: “ (...) Nel febbraio 1919, una delegazione bolscevica fu mandata ad Odessa da parte del governo dei Soviet, con lo scopo di provocare degli ammutinamenti fra le truppe francesi (...). La polizia russa, che allora operava ad Odessa, era particolarmente agli ordini del generale russo, governatore della città; essa fece arrestare (...) i membri del comitato. Alcuni di loro spararono sugli agenti e il gruppo venne passato, seduta stante, per le armi (...). Questi i fatti, i quali del resto sono anteriori al 13 marzo 1919, data nella quale lo stato d'assedio venne proclamato e in cui la polizia russa trasmise tutti i poteri nelle mani dell'autorità militare francese.”
Alle esequie funebri gli operai di Odessa, organizzati dal partito comunista, sfilarono in manifestazione nonostante le precauzioni adottate dall'esercito bianco per evitare la dimostrazione popolare.